# Mare Undarum

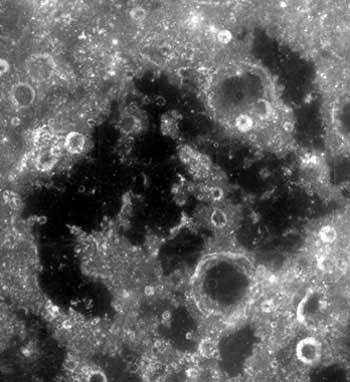
Mare Undarum.

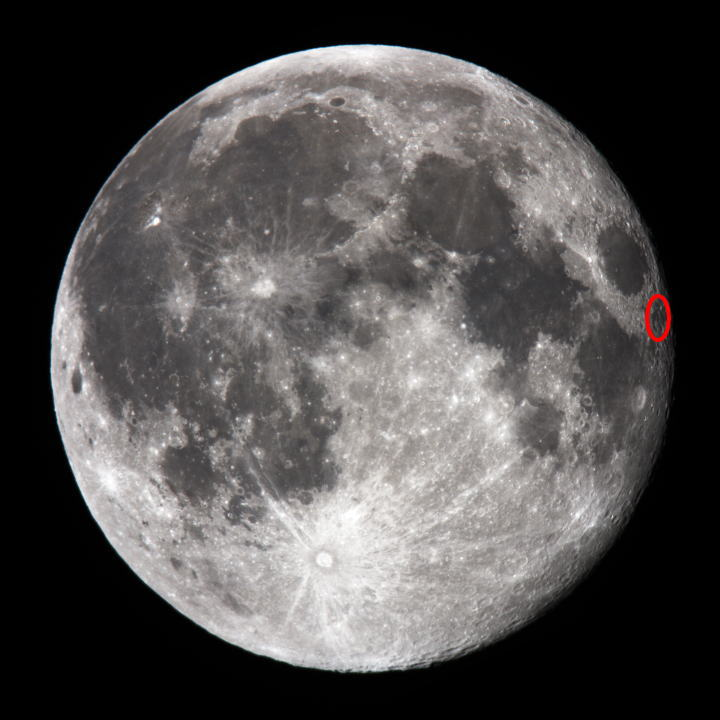
Poloha Mare Undarum.

Mare Undarum (česky Moře vln) je malé měsíční moře nepravidelného tvaru s průměrem cca 245 km a plochou cca 21 000 km² rozkládající se na přivrácené straně Měsíce, severně od Mare Spumans (Moře zpěněné) a jihovýchodně od Mare Crisium (Moře nepokojů). Na západě od něj se nachází kráter Firmicus, na severu kráter Condorcet (ještě blíže moři pak satelitní kráter Condorcet P). Tuto oblast (společně s dalšími blízkými měsíčními moři Mare Spumans, Mare Smythii a Mare Marginis) poprvé vyfotografovala v nezkreslené podobě sovětská sonda Luna 3.

## Mare Undarum v kultuře
- Robert A. Heinlein použil Mare Undarum ve svém vědeckofantastickém románu Měsíc je drsná milenka.[3]